# 하동 청계사 대방광불화엄경소
하동 청계사 대방광불화엄경소(河東 淸溪寺 大方廣佛華嚴經疏)은 대한민국 경상남도 하동군, 청계사에 있는 조선시대의 불경이다. 2014년 3월 20일 경상남도 유형문화재 제554호로 지정되었다.
「대방광불화엄경소」는 대승경전의 하나인 화엄경(周本)을 저본으로 당나라 징관(澄觀)이 소(疏)하고 여기에 송나라 정원(淨源)이 주해한 것이다. 우리나라에서는 화엄종의 근본경전으로 법화경과 함께 한국 불교사상을 확립하는데 중요한 영향을 끼친 경전이다. 「화엄경소」는 1556년에 귀진사(歸眞寺)에서, 1635년에 송광사(松廣寺) 등에서 판각되었다.
본서(本書)와 동일한 간본(刊本)인, 1635년에 중각(重刻)한 송광사판본은 <고려대 도서관>과 <연세대 도서관>등에서 확인된다.
본서(本書) 중 귀진사 판본은 ‘1556년부터 1564년까지’, 송광사 판본은 ‘1635년’이라는 명확한 간행기록(刊記)을 확인할 수 있으며 각 권의 권말 사항에 엄청나게 많은 시주자들의 명단을 상세하게 파악할 수 있는 기록들이 남아 있다. 이와 더불어, 책의 인출 및 보관상태가 매우 양호한 책이라는 점에서 근자에 보기 드문 귀중서(貴重書)로 인정된다.

## 같이 보기
- 하동 법성선원 대방광불화엄경소 (경상남도의 문화재자료 제598호)

## 참고 자료
- 하동 청계사 대방광불화엄경소 - 국가유산청 국가유산포털